# Turbonilla rimaca
Turbonilla rimaca is een slakkensoort uit de familie van de Pyramidellidae. De wetenschappelijke naam van de soort is voor het eerst geldig gepubliceerd in 1926 door Bartsch.